# Castello di Scharfeneck
Il castello di Scharfeneck (Burg Scharfeneck in tedesco) si trova nel comune austriaco di Baden nell'omonimo distretto, in Bassa Austria. Le sue prime strutture risalgono probabilmente all'XI secolo, è ridotto in rovine ed è un bene architettonico tutelato.

## Storia

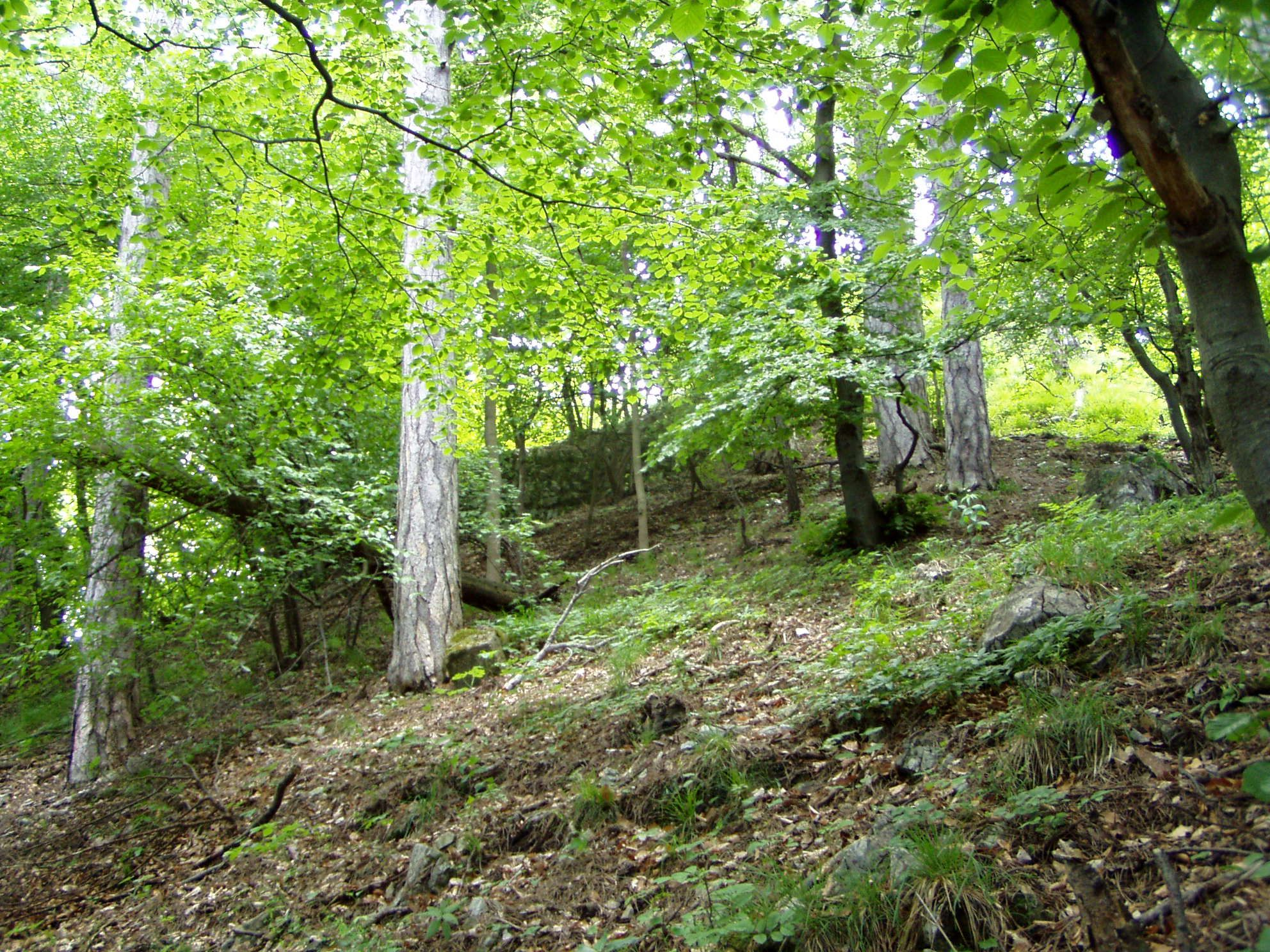
Sito delle rovine piene di vegetazione

Probabilmente sul sito era presente una fortificazione in legno già all'inizio del millennio e recenti indagini archeologiche hanno stabilito che il castello attorno al 1100 era abitato. Nel 1386 il signore locale, Johann von Scharpeneck, è menzionato in un documento ungherese e in seguito i fratelli Hermann e Friedrich von Scharfeneck potrebbero aver venduto il loro castello al re ungherese che sembra probabile lo abbia fatto ricostruire in muratura. Trovandosi in territorio di confine ungherese e di particolare interesse per l'Austria venne concesso prima come feudo alla famiglia Wolfart e poi nel 1442 a Georg von Pottendorf. Nella seconda metà del XV secolo la proprietà non risulta chiara dalla documentazione che ci è pervenuta e non è possibile stabilire quando fu sotto dipendenza ungherese e quando austriaca.
Forse in quel tempo il castello veniva chiamato Wolfsberg e la sua importanza per la posizione difesa rimase a lungo sino a quando il suo nome divenne e fu documentato come Scharfeneck. Il conte Siegmund Pösing riuscì a mantenere il castello fino al 1460 ma poi dovette rinunciarvi e nel 1469 lo vendette al re ungherese Mattia Corvino. Il Corvino lo consegnò a Ulrich von Grafeneck che si adoperò per un ampliamento delle sue difese ma poco tempo dopo si schierò con l'imperatore Federico III d'Asburgo e il castello di Scharfeneck finalmente entrò a far parte della cinta di difesa del confine austriaco. A partire dal XVI secolo il maniero venne ceduto solo come pegno poi, nel 1555, un fulmine danneggiò gravemente il mastio e Max von Polheim, che poco dopo successe nella sua conduzione, fece eseguire alcuni lavori di ampliamento. In breve tuttavia il castello perse la sua importanza strategica, non fu più abitato e cadde in rovina lasciando un semplice custode nel corpo di guardia. Analisi e studi slla breccia larga diversi metri in una parete laterale suggerisce che il castello sia stato raso al suolo intenzionalmente. Da quel momento la situazione non è più sostanzialmente mutata e dalla fine del XX secolo appartiene alle foreste federali austriache.

## Descrizione
Le rovine del castello si trovano in località Scharfeneck ad ovest del comune austriaco di Baden in direzione di Rosental nel distretto di Baden, in Bassa Austria. La parte meglio conservata dell'antica struttura si trova nella zona nord-est dove sporge la torre rotonda bastionata, che presenta numerose tacche nella zona inferiore. In origine raggiungeva una notevole altezza ma i piani superiori sono crollati da tempo. Nell'angolo sud-ovest si trova una robusta torre ellittica con pareti spesse dai tre ai quattro metri che era stata pensata per sostenere una piastra difensiva con parapetti e feritoie. Le facciate continue sono punteggiate da aperture simili a tacche dietro le quali si trovano le camere di tiro a volta. Le cornici delle finestre sono in stile tardogotico e risalgono al XV secolo. Il cortile interno è in gran parte pieno di detriti e macerie delle parti crollate. Al pianterreno si trova un grande salone con un grande foro nella parte superiore della sua volta a botte e sotto è ancora presente la cisterna. In una torre sono conservati resti della scala a chiocciola in pietra ma dell'antica fortezza ogni altra struttura è andata perduta.

### Bene architettonico tutelato
In Austria le rovine del castello di Scharfeneck, malgrado la sua situazione di degrado, sono un bene sottoposto a tutela artistica col numero 70944.